# Diecezja Belgaum
Diecezja Belgaum (łac. Diœcesis Belgaumensis) – diecezja rzymskokatolicka w Indiach. Została utworzona w 1953 z terenu archidiecezji Goa i Daman i diecezji Poona. Od 2005 w obecnym kształcie terytorialnym.

## Główne świątynie
- Katedra: Katedra Królowej Różańca Świętego z Fatimy w Belagavi

## Biskupi diecezjalni
- Michael Rodrigues (1953–1964)
- Fortunato da Veiga Coutinho (1964–1967)
- Ignatius Lobo (1967–1994)
- Bernard Moras (1996–2004)
- Peter Machado (2006–2018)
- Derek Fernandes (od 2019)